# Stepanky (Tscherkassy)
Stepanky (ukrainisch Степанки; russisch Степанки Stepanki) ist ein Dorf im Zentrum der ukrainischen Oblast Tscherkassy mit etwa 2500 Einwohnern.

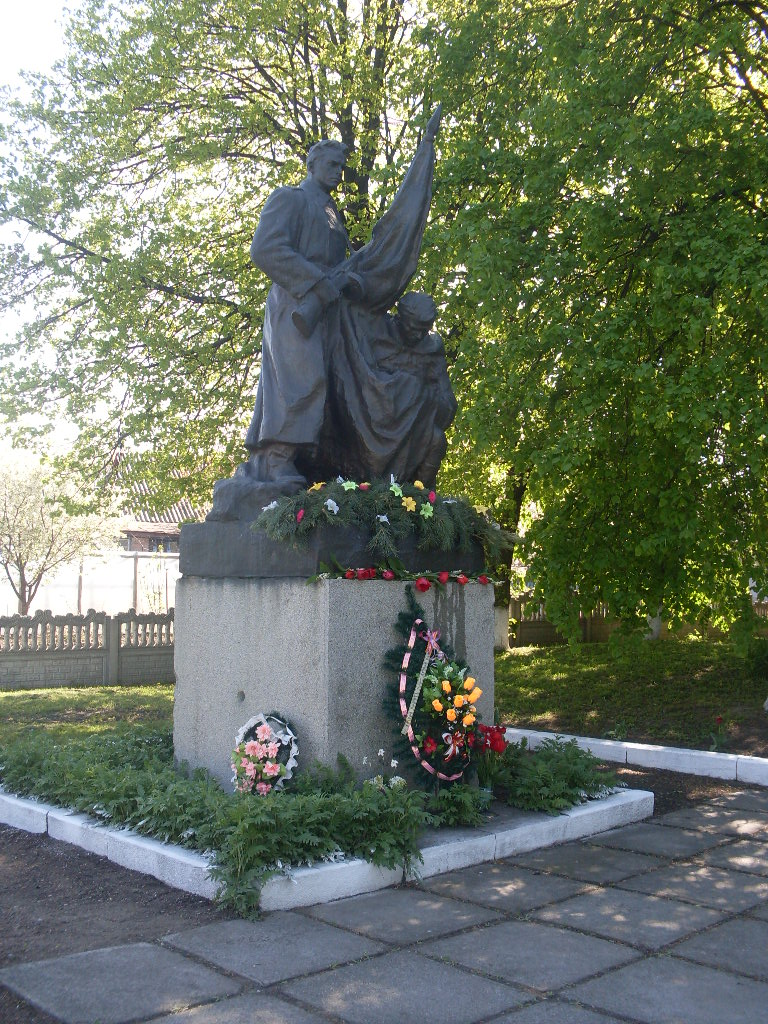
Denkmal im Ort

Das Dorf wurde Mitte des 18. Jahrhunderts gegründet und liegt nördlich des Flusses Tjasmyn, 36 Kilometer südlich der Rajons- und Oblasthauptstadt Tscherkassy.

## Verwaltungsgliederung
Am 22. Juni 2017 wurde das Dorf zum Zentrum der neugegründeten Landgemeinde Stepanky (Степанківська сільська громада/Stepankiwska silska hromada). Zu dieser zählten auch die Dörfer Busukiw und Chazky, bis dahin bildete es zusammen mit dem Dorf Busukiw die gleichnamige Landratsgemeinde Stepanky (Степанківська сільська рада/Stepankiwska silska rada) im Süden des Rajons Tscherkassy.
Am 12. Juni 2020 kam noch weitere 4 in der untenstehenden Tabelle aufgelistete Dörfer zum Gemeindegebiet.
Folgende Orte sind neben dem Hauptort Stepanky Teil der Gemeinde:
| Name                     | Name          | Name                         |
| ukrainisch transkribiert | ukrainisch    | russisch                     |
| ------------------------ | ------------- | ---------------------------- |
| Busukiw                  | Бузуків       | Бузуков (Busukow)            |
| Chazky                   | Хацьки        | Хацки (Chazki)               |
| Holowjatyne              | Голов’ятине   | Головятино (Golowjatino)     |
| Huljajhorodok            | Гуляйгородок  | Гуляйгородок (Guljaigorodok) |
| Malyj Busukiw            | Малий Бузуків | Малый Бузуков (Maly Busukow) |
| Salewky                  | Залевки       | Залевки (Salewki)            |